# Sonja Tomić
Sonja Tomić (Dubrovnik, 29. svibnja 1947.) je hrvatska književnica, prevoditeljica i ilustratorica. Piše priče za djecu, putopise i drugo. Po struci je profesorica hrvatskog jezika i književnosti, njemačkog jezika i književnosti i teologije. 

## Životopis
Rođena je u Dubrovniku 1947. Studirala je na tri zagrebačka fakulteta; apsolvirala je matematiku na PMF-u, diplomirala hrvatski jezik i književnost te njemački jezik i književnost na FFZG-u i teologiju na KBF-u. Predavala je u više škola: u redovničkoj humanističkoj i u gimnaziji "Marianum" predavala je fiziku i matematiku, u Centru za strane jezike u Vodnikovoj predavala je hrvatski (za strance), u XVIII. gimnaziji predavala je njemački i na njemačkom jeziku matematiku, a na Katoličkome bogoslovom fakultetu predavala je njemački.
Djeluje kao samostalna umjetnica. Prevodi djela, piše književna djela i ilustrira. Članicom je Društva hrvatskih književnika i Društva hrvatskih književnika Herceg-Bosne od 1994. godine.  Djela je objavila u raznim novinama i časopisima: Glasu Koncila, Spectrumu, Veritasu, Kani, Svjetlu riječi, Rhemi, Smibu, Zvrku, Bratu Franji, Maku i Kolu. Djela je objavila i u elektroničkim medijima: na prvom programu Hrvatskog radija i Hrvatskome katoličkom radiju, na kojem objavljuje otkako je osnovan 1997. godine. Na HKR-u uređuje i vodi tri emisije za djecu. Jeseni 2008. uređuje i vodi jednu emisiju na Radiju Mariji.

## Djela
Objavila je ove knjige:
- Srce u nebu
- Božje blago (školska lektira za III. razred osnovne škole od 1993.)
- U iščekivanju Spasitelja
- Svjetiljčica (školska lektira od 1996.)
- Mar i Anata
- Božićne priče
- Uskrsnice (zajedno sa suprugom Stjepanom Tomićem)
- Uskrišeno srce (zajedno sa suprugom Stjepanom Tomićem)
- Pastir koji je pronašao Božić : priče za velike i male (2021.)[1]

Knjiga Uskrišeno srce prevedena je na slovački jezik. Slovački prijevod zove se Vzkriesené srdce a objavljen je u Trnavi.
Napisala je hagiografije za djecu:
- Franjo mironosac i sestrica Neva
- Antun-Nani, manji brat
- Dnevnik rajske loptice
- Lojzekov vrt

Objavila je ove slikovnice. Na hrvatskom su:
- Božić pauka Mreška (prevedeno na švedski i slovački)
- Zlatni dječak
- Lolek, sav Marijin
- Molitva za deset kilometara
- Ježeva molitva
- Sreća
- Priča o kardinalu Franji Kuhariću

Dvojezične su slikovnice (hrvatski i engleski ili njemački, francuski i talijanski): 
- Slanogorko vrijeme
- Ica lažljivica
- Čarobna pera

## Priznanja
- 2011.: Prva nagrada za putopis Od Zaljeva svetaca k Dolini kardinala na Susretima hrvatskoga duhovnoga književnoga stvaralaštva Stjepan Kranjčić.[2]